# 카탈루냐인
카탈루냐인(카탈루냐어: Catalans)은 인도유럽어족에 속하는 카탈루냐어를 모어로 하는 민족으로, 이베리아반도의 카탈루냐 지방에 분포한다.